# Ipatinga Esporte Clube
El Ipatinga Futebol Clube es un equipo de fútbol de Brasil, situado en Ipatinga, en el estado de Minas Gerais. Actualmente juega en el Campeonato Mineiro Módulo II.
Desde su fundación en 1998 hasta 2012 estuvo establecido en la ciudad de Ipatinga, como Ipatinga Futebol Clube, cambiándose a Betim Esporte Clube y mudándose a dicha ciudad. En diciembre de 2013 el club retornó  a su ciudad de origen, retomando su nombre anterior.

## Historia
Los orígenes del Ipatinga FC surgen a mediados de los 90 debido a la demanda de la Región Metropolitana de Vale do Aço de un club de fútbol profesional y al predominio de los dos gigantes del Estado de Minas Gerais: Clube Atlético Mineiro y Cruzeiro Esporte Clube. A principios de 1998 un empresario y exjugador de los dos anteriores clubes llamado Itair Machado, que ya estaba involucrado en un equipo menor de una localidad vecina, decidió involucrarse en la creación del nuevo equipo, dentro del Proyecto Ipatinga.
Para crear el club se tomó otro equipo amateur del barrio de Novo Cruzeiro, el Novo Cruzeiro Futebol Clube, el cual se profesionalizó registrándolo en la Federación de fútbol de Minas Gerais. El 21 de mayo de 1998 el equipo se profesionaliza por completo y cambia su denominación a la actual, Ipatinga Futebol Clube, el cual usaría el nombre y colores de la ciudad.
Después de establecer una plantilla de jugadores profesionales, los administradores inscribieron al equipo para que jugase en la Segunda División de su torneo estatal, quedando segundos en su año de debut y ascendiendo al Campeonato Mineiro. A su vez, el club también escalaría posiciones en los campeonatos de ascenso del Brasileirão.
En el año 2005 se produciría el hito más importante del club, que vence en el Campeonato Mineiro y se proclama campeón logrando así su primer título importante como equipo profesional. El Ipatinga FC disputaría la Copa de Brasil y quedaría como semifinalista, cayendo derrotados finalmente ante el Clube de Regatas do Flamengo de Río de Janeiro. Su ascenso en el Brasileirão también resultó rápido: tras quedar en el año 2006 tercero en la Serie C, ascendieron a la Serie B, donde solo permanecerían un año ya que posicionaron en segundo lugar, lo cual les dio derecho a subir a la Serie A del Brasileirão por primera vez en su historia. Debutarían en esa categoría en el año 2008.

## Uniforme
- Uniforme titular: Camiseta blanca con ribetes verdes, pantalón verde y medias blancas.
- Uniforme alternativo: Camiseta verde con ribetes blancos, pantalón blanco y medias verdes.

## Estadio

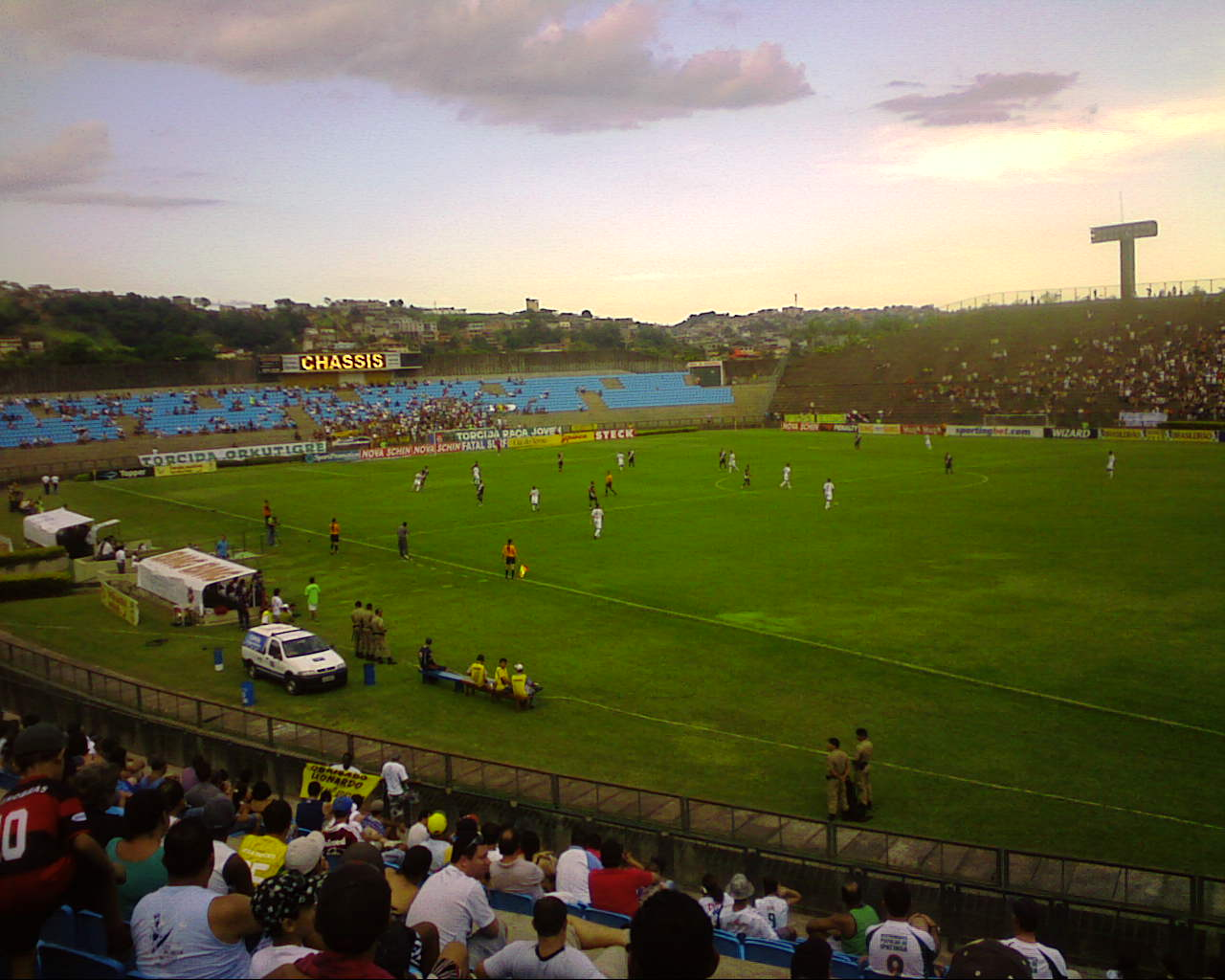
Estádio Municipal Epaminondas Mendes Brito, el Ipatingão

El Ipatinga FC juega sus partidos como local en el Ipatingão, conocido oficialmente como Estádio Municipal Epaminondas Mendes Brito. El campo, inaugurado en 1982, cuenta con una capacidad máxima de 30.000 personas y hierba natural. Es el tercer campo con mayor capacidad del Estado de Minas Gerais.
El coliseo pertenece al ayuntamiento de Ipatinga y fue nombrado Epaminondas Mendes Brito en honor al arquitecto responsable del complejo deportivo.

## Entrenadores
- Wantuil Rodrigues (1998–2000)[5]
- Wantuil Rodrigues (2002)[5]
- Márcio Bittencourt (agosto de 2008–octubre de 2008)[6][7]
- Gerson Evaristo (interino- octubre de 2008–?)[7]
- Gerson Evaristo (interino- mayo de 2010–?)[8]
- Leonardo Condé (junio de 2010–agosto de 2010)[9][10]
- Gerson Evaristo (interino- agosto de 2010)[10]
- Márcio Bittencourt (agosto de 2010–septiembre de 2010)[11][12]
- Gerson Evaristo (interino-septiembre de 2010/septiembre de 2010–febrero de 2011)[12][13][14]
- Guilherme (febrero de 2011–abril de 2011)[15][16]
- Reinaldo Lima (enero de 2014–febrero de 2014)[17][18]
- Wantuil Rodrigues (abril de 2017–agosto de 2017)[5][19]
- Eugênio Souza (agosto de 2017–marzo de 2018)[19][20]
- Márcio Pereira (marzo de 2018–?)[21]
- Rogério Henrique (octubre de 2018–febrero de 2019)[22][23]
- Gilmar Estevam (febrero de 2019–marzo de 2019)[24][25]
- Gerson Evaristo (agosto de 2019–marzo de 2019)[26][27]
- José Ângelo (marzo de 2019–presente)[2]

## Palmarés

### Torneos estatales
- Campeonato Mineiro (1): 2005
- Taça Minas Gerais (2): 2004 y 2011
- Campeonato Mineiro de Futebol do Interior (4): 2000, 2005, 2006 y 2010
- Campeonato Mineiro Módulo II (1): 2009